# Bá quốc Anjou
Bá quốc Anjou (tiếng Pháp: Comté d'Anjou; tiếng La Tinh: Andegavia) là một Bá quốc nhỏ của Vương quốc Pháp và nó là tiền thân của Công quốc Anjou được biết đến nhiều hơn trong lịch sử. Thủ phủ của Bá quốc được đặt tại Angers và nó cùng tồn tại với Giáo phận Angers. Anjou tiếp giáp với Brittany về phía Tây, Maine về phía Bắc, Touraine về phía Đông và Poitou về phía Nam. Tính từ của Anjou là Angevin, và cư dân của bá quốc này được gọi là người Angevin.
Năm 1360, Bá quốc được nâng lên thành Công quốc Anjou. Công quốc này sau đó trở thành một phần của Vương quốc Pháp vào năm 1482 và vẫn là một tỉnh của Vương quốc cho đến năm 1790.